# 平井久司
平井 久司（ひらい ひさし、5月27日 - ）は、日本のアニメーター、キャラクターデザイナー、イラストレーター、漫画家。東京都出身。

## 経歴・人物
別名義に平井寿、寿ひさし、H.H、南風見亮太郎など多数。中村プロダクションを経て、現在フリー。
2004年の東京アニメアワード2004では、キャラクターデザイン賞を受賞した。
久行宏和は、中村プロダクション時代の後輩に当たる。
2012年からは、『機動戦士ガンダムSEED HDリマスター』及び『機動戦士ガンダムSEED DESTINY HDリマスター』にレイアウト作監として、主に劇中のキャラクターの新規作画、作画修正などで関わっている。

## 参加作品

### アニメーション

#### キャラクターデザイン
1992年
- ドラゴンスレイヤー英雄伝説 王子の旅立ち

1994年
- ワイルド7 OVA版

1995年
- 獣戦士ガルキーバ

1997年
- 沈黙の艦隊 VOYAGE2&3（1997年 - 1998年）

1999年
- 無限のリヴァイアス

2001年
- スクライド

2002年
- 機動戦士ガンダムSEED

2004年
- 蒼穹のファフナー
- 機動戦士ガンダムSEED DESTINY

2005年
- 蒼穹のファフナー RIGHT OF LEFT

2006年
- 銀色のオリンシス

2007年
- ヒロイック・エイジ

2008年
- 鉄のラインバレル

2010年
- 蒼穹のファフナー HEAVEN AND EARTH（キャラクター作画監修、原画）

2011年
- スクライド オルタレイション TAO（新規パートキャラクター作画監督、原画）

2012年
- スクライド オルタレイション QUAN（新規パートキャラクター作画監督、原画）
- 機動戦士ガンダムSEED HDリマスター（レイアウト作監）

2013年
- 銀河機攻隊 マジェスティックプリンス
- 機動戦士ガンダムSEED DESTINY HDリマスター（レイアウト作監）

2015年
- 蒼穹のファフナー EXODUS

2019年
- 蒼穹のファフナー THE BEYOND（2019年 - 2021年）

2023年
- 蒼穹のファフナー BEHIND THE LINE

2024年
- 機動戦士ガンダムSEED FREEDOM

#### その他デザイン
- 超獣機神ダンクーガ（1985年／メカニックデザイン）※平井寿名義
- 新世紀GPXサイバーフォーミュラSAGA（1996年／ゲストメカニックデザイン）
- 宇宙のステルヴィア（2003年／TCGキャラクター原案）
- 舞-HiME（2004年／エレメント銃デザイン）

#### 作画監督
- ヘル・ターゲット（1987年／メカ作画監督）
- 魔神英雄伝ワタル2（1990年）
- 勇者エクスカイザー（1990年）
- 太陽の勇者ファイバード（1991年）
- 新世紀GPXサイバーフォーミュラ（1991年）
- 鴉天狗カブト 黄金の目のケモノ（1992年）
- 新世紀GPXサイバーフォーミュラSAGA（1996年／レイアウト作画監督）

#### 原画
- 重戦機エルガイム（1984年）
- 機甲戦記ドラグナー（1987年）
- ミスター味っ子（1987年）
- 魔神英雄伝ワタル（1988年）
- 魔動王グランゾート（1989年）
- 魔神英雄伝ワタル2（1990年）
- 勇者エクスカイザー（1990年）
- 新世紀GPXサイバーフォーミュラ（1991年）
- 機動戦士ガンダムF91（1991年）
- 新世紀エヴァンゲリオン Air/まごころを、君に（1997年）
- 御先祖賛江（1999年）※18禁

#### 動画
- CAT'S EYE（1983年）
- CAT'S EYE second season（1984年）
- ゴッドマジンガー（1984年）
- SF新世紀レンズマン（1984年）
- 超時空要塞マクロス 愛・おぼえていますか（1984年）

### ゲーム
- 麻雀美少女伝リップル （1994年／キャラクターデザイン）※18禁
- アポなしギャルズ お・り・ん・ぽ・す（1996年／メインキャラクターデザイン）
- はるかぜ戦隊Vフォース（1996年／メカニックデザイン）
- バックガイナー（1998年／キャラクターデザイン・メカニック原案）

### イラスト
- 星くず英雄伝
- 熱砂のレクイエム
- ディープナイト・ランニング 容赦なしっ!
- 蒼穹のファフナー
- キカイの幕ノ内弁当
- 銀色のオリンシス
- 魔界皇子虎王伝シリーズ ※南風見亮一郎名義
- 大日本技研のエアガン用改造パーツのボックスアート
- エメラダ 戦場の絆
- 焔の刻印
- 女子高生=山本五十六
- D&Dマガジン誌内「ガゼッタワールドへのいざない（連載カット）
- FM企画（メタルフィギュアデザイン原画、イラスト）
- メイド娘(ギャル)=米内光政 熱闘!第二次太平洋戦線
- 応答せよ巨大ロボット、ジェノバ

### 漫画
- ノストラダムス2016 ※寿ひさし名義

### 書籍
- 平井久司 画集(1) ロマンアルバム（2005年）　ISBN 9784197202409
- CHARACTER ENCYCLOPEDIA 機動戦士ガンダム キャラクター大全集2006 CHARACTER ENCYCLOPEDIA（2006年）
- 平井久司 画集(2) ロマンアルバム（2006年）　ISBN 9784197202461